# Daniel Kalinowski
Daniel Grzegorz Kalinowski (ur. 1969 w Sławnie) – polski filolog polski, specjalizujący się w historii literatury polskiej XIX wieku; nauczyciel akademicki związany z Akademią Pomorską w Słupsku.

## Życiorys
Urodził się w 1969 roku w Sławnie, gdzie ukończył kolejno szkołę podstawową oraz technikum. Po pomyślnie zdanym egzaminie maturalnym podjął studia polonistyczne w Wyższej Szkole Pedagogicznej w Słupsku. Od końca lat 80. XX wieku zaczął pracować w teatrze „Terminus a quo”, przejeżdżając ze spektaklami całą Polskę. Realizował też własny projekt nazwany Teatrezją. W czasie studiów był również szefem Koła Naukowego Polonistów. Tytuł zawodowy magistra uzyskał w 1993 roku na podstawie pracy z zakresu aforystyki Franza Kafki, której promotorem był prof. Jan Data.
W 1998 roku rozpoczął studia doktoranckie na Uniwersytecie Gdańskim z zakresu literaturoznawstwa. Stopień naukowy doktora nauk humanistycznych w zakresie literaturoznawstwa uzyskał w 2001 roku na podstawie pracy pt. Określanie horyzontu, studia o polskiej aforystyce literackiej dziewiętnastego wieku, napisanej pod kierunkiem prof. Józefa Bachórza. W tym samym czasie został adiunktem w Instytucie Filologii Polskiej (obecnie Instytut Polonistyki) Akademii Pomorskiej w Słupsku. W 2008 roku Rada Wydziału Filologiczno-Historycznego Uniwersytetu Gdańskiego nadała mu stopień naukowy doktora habilitowanego nauk humanistycznych w zakresie literaturoznawstwa o specjalności historia literatury polskiej, na podstawie rozprawy nt. Światy Franza Kafki. Sekwencja polska. Wraz z nowym tytułem otrzymał na słupskiej uczelni stanowisko profesora nadzwyczajnego.
Poza działalnością związaną z teatrem, dydaktyką i pisaniem wierszy, zajmował ważne funkcję organizacyjne w słupskiej akademii. W latach 2008–2012 był kierownikiem Zakładu Antropologii Literatury i Badań Kaszubsko-Pomorskich w Instytucie Polonistyki, a następnie od 2012 do 2013 roku kierownikiem Zakładu Teorii Literatury i Badań Kulturoznawczych w tym instytucie. Ponadto w latach 2008–2012 był prodziekanem ds. studiów dziennych, a od 2012 roku ds. studiów dziennych i spraw studenckich Wydziału Filologiczno-Historycznego. Od 2012 roku jest także kierownikiem Studium Doktoranckiego (grupa literaturoznawcza). Jest aktywnym członkiem Instytutu Kaszubskiego w Gdańsku. Od 2009 zasiadał w jego zarządzie, w 2012 wybrany na kolejną kadencję.
Od roku 2019 jest wokalistą słupskiego zespołu The Evil Educators, który składa się z wykładowców Instytutu Filozofii Uniwersytetu Pomorskiego.

## Dorobek naukowy
Zainteresowania naukowe Daniela Kalinowskiego koncentrują się wokół problematyki związanej z historią literatury polskiej XIX wieku. Do jego wiodących tematów badawczych należy zaliczyć zagadnienia związane z: współczesną polską recepcją artystyczną i naukową twórczości Franza Kafki, obecnością kultury i literatury buddyjskiej w Polsce, problemami literatury pomorskiej i kaszubskiej, motywami żydowskimi w literaturze polskiej, antropologią literatury oraz problematyką małych form literackich. Do jego najważniejszych prac należą:
- Określanie horyzontu. Studia o polskiej aforystyce literackiej XIX wieku, Słupsk 2003.
- Światy Franza Kafki. Sekwencja polska, Słupsk 2006.